# OGLE-TR-56b
OGLE-TR-56b är en exoplanet som är positionerad 4900 ljusår (1500 pc) i Skytten. Planeten upptäcktes 2002 med passage metoden. OGLE-TR-56b kretsar runt sin stjärna på 29 timmar. Den hade den kortaste kända omloppsperioden innan upptäckten av WASP-12b. Planeten kan möjligen ha nederbörd bestående av järn.

### Fotnoter
1. 1 2  https://www.nature.com/news/2003/030106/full/news030106-4.html | 29 hours is a year on OGLE-TR-56b
2. ↑  ”Arkiverade kopian”. Arkiverad från originalet den 8 februari 2019. https://web.archive.org/web/20190208234339/http://www.astrobio.net/meteoritescomets-and-asteroids/new-world-of-iron-rain/. Läst 15 januari 2019.